# Lăcrița Mică
Lăcrița Mică – wieś w Rumunii, w okręgu Dolj, w gminie Robănești. W 2011 roku liczyła 130 mieszkańców.